# Al-Bab (nahija)
Nahija al-Bab (ar. ناحية مركز الباب) je nahija u okrugu al-Bab, u sirijskoj pokrajini Alep. Površina nahije je 489,28 km2. Po popisu iz 2004. (prije rata), nahija je imala 112.219 stanovnika. Administrativno sjedište je u naselju al-Bab.